# Araneus bryantae
Araneus bryantae là một loài nhện trong họ Araneidae.
Loài này thuộc chi Araneus. Araneus bryantae được Paolo Marcello Brignoli miêu tả năm 1983.